# Денферы
Денфер — русский дворянский род остзейского происхождения.

## Происхождение и история рода
Этот род прибыл в Курляндию из Франции через Голландию во времена Священной Римской империи.Георг Кристоф Денфер - лютеранский священник скончался во время сильной эпидемии чумы, его имя увековечено на Большом Чумном камне в Курземе и также упоминается в стихотворении с похвалой. Его сын натуралист Иоганн Генрих фон Денффер (1700-1770) в Словаре писателей и ученых Лифляндской, Эстляндской и Курляндской провинций указан дворянином.
После присоединения Курляндии к Российской империи в 1795 курляндские Денферы стали российскими подданными.
Род внесён во 2-ю часть дворянской родословной книги Санкт-Петербургской губернии.

## Известные представители
- Денфер, Август Ульянович — новогородский гражданский губернатор, сенатор, полковник.
- Денфер, Иоганн Генрих фон (1700—1770) — курляндский натуралист и алхимик, лютеранский священник.
- Денфер, Константин Антонович — Георгиевский кавалер; подполковник; № 6517; 5 декабря 1841.